# Лебюртон, Эдмон
Эдмо́н Жюль Изидо́р Лебюрто́н фр. Edmond Jules Isidore Leburton; 18 апреля 1915, Варем, провинция Льеж, Бельгия — 18 июня 1997, Варем, Бельгия) — бельгийский политик, премьер-министр Бельгии (1973—1974).

## Биография
В 1946 году был избран в Палату представителей Бельгии. В 1954—1958 — министр здравоохранения в кабинете социалиста Ахилла Ван Аккера, в 1961—1965 — министр социального обеспечения в правительстве Теодора Лефевра.
26 января 1973 года сформировал первое коалиционное правительство с участием социалистов, христианских демократов и либералов. 23 октября того же года был сформирован второй состав коалиционного правительства Лебюртона. 25 апреля 1974 года ушёл в отставку. В 1977—1979 был спикером Палаты представителей Бельгии. Параллельно с политической карьерой, Лебюртон занимал пост бургомистра своего родного Варема (1947—1987).
Член Бельгийской социалистической партии; после раскола БСП в 1978 году был членом Социалистической партии Французского сообщества Бельгии.
Был последним социалистом и последним валлоном на посту премьер-министра Бельгии до избрания Элио ди Рупо в 2011 году.